# Мумба-Сідней – Тамуорт
Мумба-Сідней — Тамуорт — трубопровід, що подає блакитне паливо до ряду районів австралійського штату Новий Південний Уельс.
Трубопровід є бічним відгалуженням від потужної системи Мумба — Сідней та складається із двох ділянок:
- спорудженої в 1998 році Central West Pipeline, що має довжину 255 кілометрів та досягає міста міста Дуббо. Вона виконана в діаметрі 200 мм та має пропускну здатність у 0,34 млн м³ на добу;
- спорудженої в 2006-му Central Ranges Pipeline, яка має довжину 295 кілометрів та прямує від Дуббо до Тамуорта. Вона виконана в діаметрах 200 мм та і 150 мм і має пропускну здатність у 0,14 млн м³ на добу.